# 池上俊郎
池上 俊郎（いけがみ としろう、1948年 - ）は、日本の建築家。京都市立芸術大学美術学部名誉教授。建築設計事務所URBAN GAUSSを主宰。NPO法人エコデザインネットワーク理事長。
大阪府大阪市北区生まれ。1974年、大阪大学工学部建築工学科卒業。1976年、安藤忠雄建築研究所入所。1977年に一級建築士資格取得。1981年 池上俊郎建築事務所開設。1986年に（株）アーバンガウス研究所を設立。1993年に京都市立芸術大学美術学部助教授。1999年に教授。2014年 名誉教授。2015年関西学院大学総合政策学部都市政策学科教授。2007年NPO法人ECODESIGN NETWORK理事長、2011年大阪グリーン購入ネットワーク理事長。 
1983年、公衆用椅子試作品で第一回国際デザイン賞。1992-2002 G-MARKグッドデザイン賞選考委員。 
建築家として新たなライフスタイルを模索､“編集”の概念でデザイン活動を行う。1/1-1/200,000を等価として扱うことを持論とする｡理論的実証として建築を中心に都市計画、景観デザイン、インテリアデザイン、プロダクトデザインなど３次元空間造形デザイン活動の実践を行う。京都市立芸術大学では、デザイン基礎から環境デザイン博士課程を教育指導。関西学院大学では、都市政策学科で、建築設計指導及びランドスケープデザイン指導を行う。
2000年より、“Sustainable Progress Design”、京都東寺の建築群並びに仏像の3Dアーカイブ、居住スペースを中心に宇宙研究を進めてきた。現在のテーマは、“a micro climate in a micro biosphere 　微小生命圏における微小環境”の構築である。
理論的実証として建築を中心に都市計画、景観デザイン、インテリアデザイン、プロダクトデザインなど幅広い３次元空間造形デザイン活動の実践を行う。テレビ朝日『渡辺篤史の建もの探訪』放映の“萩谷邸＝広尾の住器”、GOODDESIGN施設“PAGE FACTORY”、“ALPHA BLANCA ST.”、大阪ガス生活誕生館DILIPA等。遊歩橋を中心に街並みを創り上げた堺市熊野小学校景観整備事業、阪神淡路大震災復興事業として神戸に完成した東町・江戸町ビルなどがある。
2012年には東京大手町に都市農業装置URBAN ECO FARM、 2022年には福井県若狭町に桂由美美術館を完成。中国を中心に海外７か国での教育・講演を行う。1973年より35カ国・120都市歴訪調査視察。　
主要編著書に「FLYING BEGGAR1981 MIRRORED FLIGHT2001」「循環型社会におけるエコデザインの方法論」 がある。

## 主要受賞作品
- PUBLIC CHAIR PROTOTYPE Ⅰ（第1回国際デザインコンペティション金賞、（財）国際デザイン交流協会、1983年）
- CITY POLE（第36回大阪建築コンクール・渡辺節賞、大阪建築士会1990年）
- ALPHA BLANCA ST（グッドデザイン賞、施設部門/（財）日本産業デザイン振興会、1994年）
- PAGE FACTORY（宮崎県都城市、グッドデザイン賞、施設部門、（財）日本産業デザイン振興会、1994年）
- 広尾の住器（東京都、インテリアプランニング賞 優秀賞、（財）建築技術教育普及センター、1994年）
- ALPHA BLANCA ST日本建築士会連合会賞、（財）日本建築士会、1995年）
- T.I.CHAIR（グッドデザイン賞、公共空間部門、（財）日本産業デザイン振興会、1997年）
- 堺市熊野小学校景観設備事業（第5回堺市景観賞・優秀賞、1998年）
- PAGE FACTORY（宮崎県都城市、第6回空間デザインコンペティション金賞、1999年）
- 東町・江戸町ビルを中心とした街区形成（神戸市、グッドデザイン賞、建築・環境デザイン部門、（財）日本産業デザイン振興会、2000年）
- AQUA WORKS（東京都江東区、日本商環境デザイン賞ショールーム部門、日本商環境設計家協会、2000年）
- ソーラーチューブ太陽熱利用機器（グッドデザイン賞、ファミリーユース商品部門、（財）日本産業デザイン振興会、2000年）
- 混合水栓（グッドデザイン賞、ファミリーユース商品部門、（財）日本産業デザイン振興会、2000年）
- SEASIDEFARM・SEAFARM（生命体を利用した大都市近郊自然再生実証装置、グッドデザイン賞・新領域デザイン部門ECOLOGYデザイン特別賞、（財）日本産業デザイン振興会、2005年）

## 主要研究・作品発表
- 2023　学校法人　清風明育社　清風情報工科学院
- 2022 BRIDAL LAND WAKAASA 桂由美 美術館 produced by ALPHA BLANCA　ST
- 2018 VILLA de BLANCA INTERNATIONAL ゲストハウス　produced by ALPHA BLAMCA　ST
- International Greenery, Recreation, Infrastructure &amp; Parks Conference &amp; World Urban Parks Asia-
- Pacific Congress Singapore 2017
- 2016　上海輝文生物技術有限公司　本社　上海　中国
- 2014　中国淸華大学美術学院主催　“持续之道——国际可持续设计学术研讨会暨设计作品展”基調講演
- 2014　中国北方工業大学　池上俊郎“DWELL-棲息すること-空間デザインの未来” 展および講演
- 2014　韓国水原市　“都市と安全　国際シンポジウム”基調講演
- 2013　“北千里の家”
- 2013　“DWELL-棲息すること-空間デザインの未来” 展　総合プロデュース
- 2012　URBAN ECO FARM 都市農業装置　東京　大手町フィナンシャルシティ
- 2011　 ”The Proposal toward XI’AN the Future Excellent City 2020-2050 “- 欧亜経済FORUM 中国 西安市
- 2011 “Eco-design is design itself” Gadjah Mada University / Yogyakarta　Indonesia
- 2010　未来メッセ－the Blue Plane展総合プロデューサー　 大阪青年会議所主催 国際青年会議所世界大会
- 2010　 International Green Technology and Purchasing Conference 2010　/ Kuala Lumpur 講演
- 2009　モニュメント“AIRNEST　気巣　きす”　静岡県三島市JR三島駅北口
- 2008 the Asia-Europe Dialogue on Arts, Culture &amp; Climate Change / the Asia-Europe Foundation / 北京講演
- 2007　唐大明宮国立遺跡公園戦略基本構想　統括　中国 西安
- 2005-2007”SPACE FUTON” 研究　宇宙航空研究開発機構 研究代表 JAXA＋西川リビング株式会社代表
- 2004“東寺　教王護国寺－デジタル空間の透視-数字化空間的透視 中国展”北京 清華大学美術学院、西安西北工業大学 青龍寺
- 2003“東寺教王護国寺－デジタル空間の透視”展01-25NOV2003　デｲレクター・研究代表
- 2003-2006 “既存都市近郊自然の循環型再生大阪モデル”研究代表　独立行政法人科学技術振興機構社
- 会技術研究開発センター　“循環型社会”領域
- 2003大阪駅北地区コンペ“OSAKA　TRANSFER　SHOW　CASE”提案
- 2002 「関西宇宙工場の挑戦－モノづくりに始まる技術と夢」展
- 2001“夢洲　OSAKA BAY－URBAN SEA RESORT TOWN PROJECT”提案
- 2001-2003京都市立芸術大学“宇宙への芸術的アプローチ”（宇宙航空開発研究機構共同研究）
- 2001-大阪循環型都市再生自然再生提言NPO法人エコデザインネットワークAXIS4研究部会代表